# Eduard Cupák
Eduard Cupák (Brno, 1932. március 10. – Prága, 1996. június 23.) csehszlovák színész.

## Életpályája
Szülővárosában végzett a Janacek Művészeti Akadémián, majd Prágában lépett színpadra. Homoszexualitása miatt tanulmányai alatt az Állambiztonsági és Fegyelmi Bizottság kihallgatta, és megpróbálta megakadályozni, hogy befejezze iskoláját, és lediplomázzon. Filmen először 1949-ben szerepelt. 1953-ban került a kitűnő rendező, Emil Frantisek Burian társulatához. 1955–1959 között, valamint 1961–1967 között a Prágai Városi Színház tagja volt. 1958-tól a Községi Színház tagja volt.
Híres szerepe Alois Jirásek író alakja az Egy katedra története című darabban. Fiatal hősöket formált meg mai témájú (1971) és történelmi, kosztümös alkotásokban.

## Filmjei
- A nagy alkalom (1949)
- Sötétség (Temno) (1951)
- Hold a folyón (Mesíc nad rekou) (1953)
- Ólomkenyér (Olovený chléb) (1953)
- A sötétségből jöttek (Pricházejí z tmy) (1954)
- Tizennyolc évesek (1954)
- Husz János (Jan Hus) (1954)
- Smetana (1955)
- Olmer bűne (Vina Vladimíra Olmera) (1956)
- Elveszett nyom (Ztracená stopa) (1956)
- Labakan (1957)
- Ahol szeretni sem szabad (1957)
- Önvád (1958)
- Az első csapat (1959)
- Ház a vilanegyedben (1959)
- Fáklyák (1960)
- Égő szív (Horoucí srdce) (1962)
- Koncert (1964)
- Érdekházasság (Snatky z rozumu) (1968)
- Boszorkányper (1968)
- Uram, Ön özvegyasszony lesz! (1970)
- Taková normální rodinka (1971–1972)
- A csalóka szerelem játékai (1971)
- Öt férfi, egy szív (1971)
- Tudom, te vagy a gyilkos (1972)
- Oázis (1973)
- Hetedik nap este (1974)
- Isztambuli akció (1976)
- A halott iskolatársak esete (1977)
- A tó hercegnője (1994)

## Fordítás
- Ez a szócikk részben vagy egészben  az   Eduard Cupák című cseh Wikipédia-szócikk ezen változatának fordításán alapul.  Az eredeti cikk szerkesztőit annak laptörténete sorolja fel. Ez a jelzés csupán a megfogalmazás eredetét és a szerzői jogokat jelzi, nem szolgál a cikkben szereplő információk forrásmegjelöléseként.